# Assérac
Assérac là một xã thuộc tỉnh Loire-Atlantique, trong vùng Pays de la Loire ở phía tây nước Pháp. Xã này nằm ở khu vực có độ cao từ 0-49 mét trên mực nước biển. Theo điều tra dân số năm 2006 của INSEE, xã có dân số 70.248 người.
các đô thị giáp ranh gồm Herbignac, Saint-Molf et Mesquer en Loire-Atlantique, Pénestin, Camoël và Férel ở Morbihan.